# Stracciatella (Gericht)

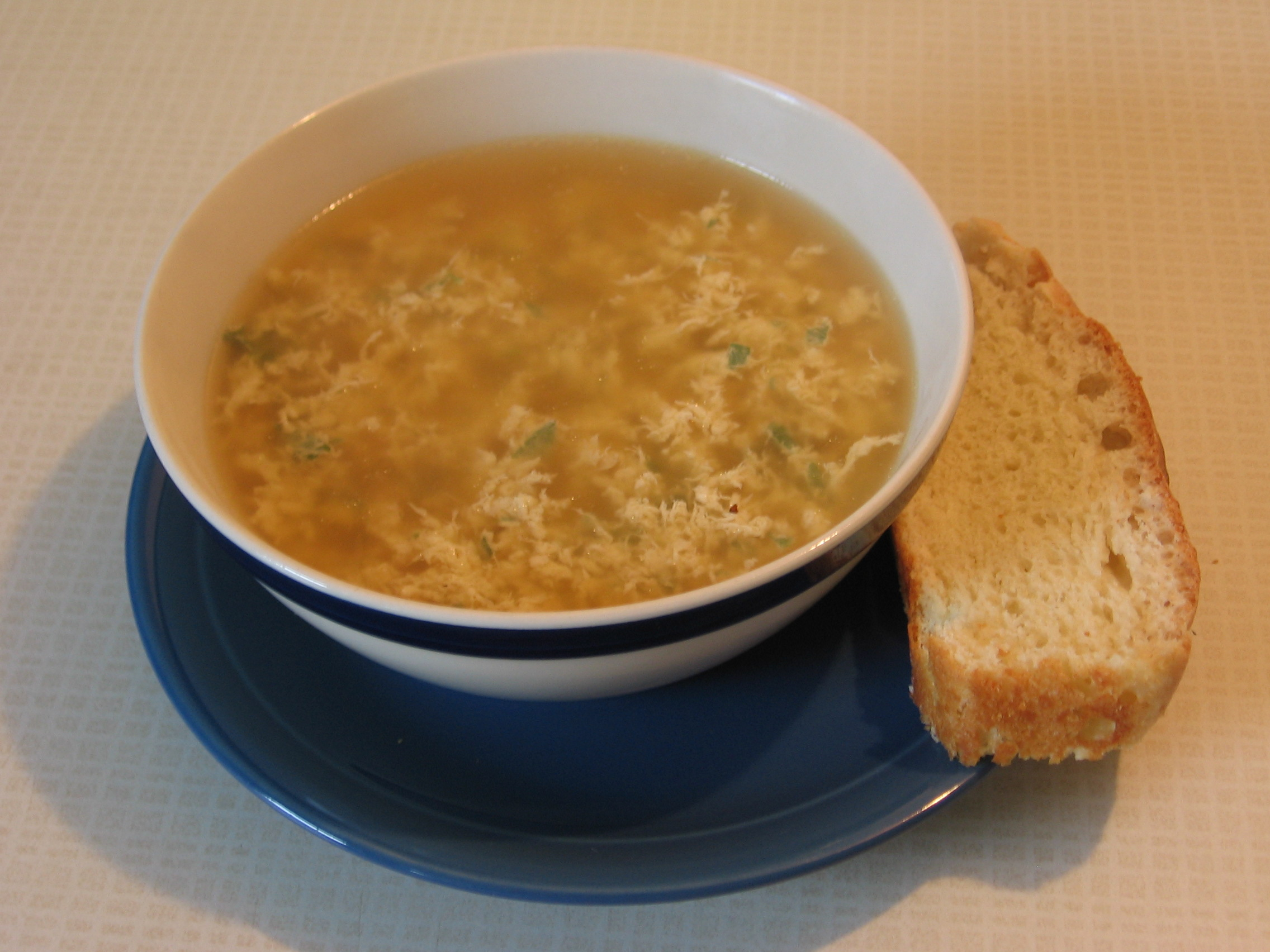
Eine Schüssel Stracciatella

Stracciatella (von italienisch stracciato, ‚zerrissen, zerfetzt‘) ist eine klassische italienische Einlaufsuppe aus Fleischbrühe und geschlagenem Ei sowie regional weiteren Zutaten. Anders als deutsche Einlaufsuppe wird sie mit dem Ei unter Rühren weitergekocht, wodurch sich die namensgebenden Fetzen bilden.
Es gibt drei bekannte Varianten der Stracciatella:
- Für Minestra del Paradiso aus der Emilia-Romagna werden die Eier mit geriebenem Parmesan und Paniermehl vermischt und mit Muskatnuss gewürzt. Das Gemisch wird unter Rühren mit dem Schneebesen in die kochende Suppe gegeben und für etwa eine Minute weiter sanft kochen gelassen.
- Für Stracciatella alla pesarese aus den Marken wird der Mischung zusätzlich etwas Mehl hinzugefügt und statt Muskat abgeriebene Zitronenschale verwendet. Die Zubereitungsmethode ist die gleiche.
- Für Stracciatella alla romana aus Latium wird statt Paniermehl feiner Grieß verwendet und wie in der Emilia mit Muskat gewürzt. Diese Mischung muss unter ständigem Rühren länger – etwa fünf Minuten – kochen, damit der Grieß quellen kann. Sie sollte unverzüglich serviert werden, damit die „Fetzen“ nicht zu trocken werden.

Das Verhältnis von Eiern zu Parmesankäse ist in allen Rezepten etwa eins zu eins; bei der römischen Variante kommt der gleiche Anteil Grieß hinzu, bei den anderen halb so viel Paniermehl.